# Luther Guilick

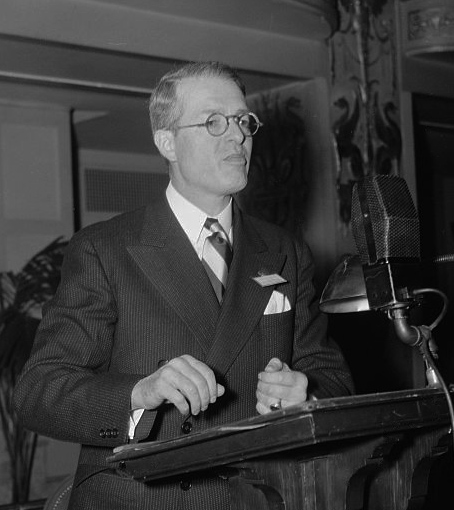
Luther Gulick

Luther Halsey Gulick (Osaka, Japão, 1892–Walden, Vermont, 1993) foi um cientista político norte-americano, professor Eaton de Ciência e Administração Municipal na Universidade de Columbia e diretor de seu Instituto de Administração Pública, conhecido como especialista em administração pública.

## Trabalho

### POSDCORB
Entre muitas outras realizações no campo da administração pública, Gulick é talvez mais conhecido pelas funções de chefe do executivo representadas pela sigla POSDCORB. Cada letra significa Planejamento, Organização, Pessoal, Direção, Coordenação, Relatório e Orçamento. Apesar de não ser originário de Gulick, pelo menos uma outra sequência foi descoberta, mas contendo os mesmos elementos. Uma vez que estes estão entre os padrões organizacionais de Gulick, eles estão inter-relacionados. De acordo com Gulick, o POSDCORB refletia a maneira como suas organizações abordavam os projetos. No início, eles incluíam o Instituto de Administração Pública e o Bureau of Municipal Research de Nova York.

### Políticas keynesianas
A defesa de Gulick (com Alvin Hansen) durante a Segunda Guerra Mundial de políticas keynesianas para promover o pleno emprego no pós-guerra ajudou a persuadir John Maynard Keynes a ajudar a desenvolver planos pós-guerra para a economia internacional que incluíam ênfase considerável no livre comércio.
Em uma época em que o tema predominante era a separação entre política e administração, Gulick defendia que era impossível separar as duas.

## Publicações selecionadas
- Gulick, Luther Halsey. Evolution of the Budget in Massachusetts. Vol. 2. Macmillan, 1920.
- Gulick, Luther, e Lyndall Urwick, eds. Papers on the Science of Administration. Nova York: Institute of Public Administration, 1937.
- Gulick, Luther Halsey. Administrative Reflections from World War II. University of Alabama Press, 1948.
- Gulick, Luther Halsey. American forest policy. Duell, Sloan & Pearce, 1951.
- Gulick, Luther Halsey. The Metropolitan Problems and American Ideas. Knopf, 1966.

Artigos, uma seleção:
- Gulick, Luther. 1937. "Notes on the Theory of Organization." In Gulick, Luther; Urwick, Lyndall. Papers on the Science of Administration. Nova York: Institute of Public Administration. pp. 3–45.
- Gulick, Luther. 1937. "Science, values and public administration." In Gulick, Luther; Urwick, Lyndall. Papers on the Science of Administration. Nova York: Institute of Public Administration. pp. 189–195.